# 王义贞镇
王义贞镇，是中华人民共和国湖北省孝感市安陆市下辖的一个乡镇级行政单位。

## 行政区划
王义贞镇下辖以下地区：
街道村、汝南村、刘岗村、石门村、杨巷村、彭畈村、花元村、钱冲村、三合村、罗垅村、朱桥村、铜门村、太平村、吉庙村、梅花村、唐僧村、星火村、柏杨村、团山村、桃元村、同兴村、黄金村和十塘村。